# 中華民國—智利關係
中華民國與智利共和國於1915—1971年有官方外交關係，斷交後，於對方首都互設具大使館功能的代表機構。

## 政治

### 外交

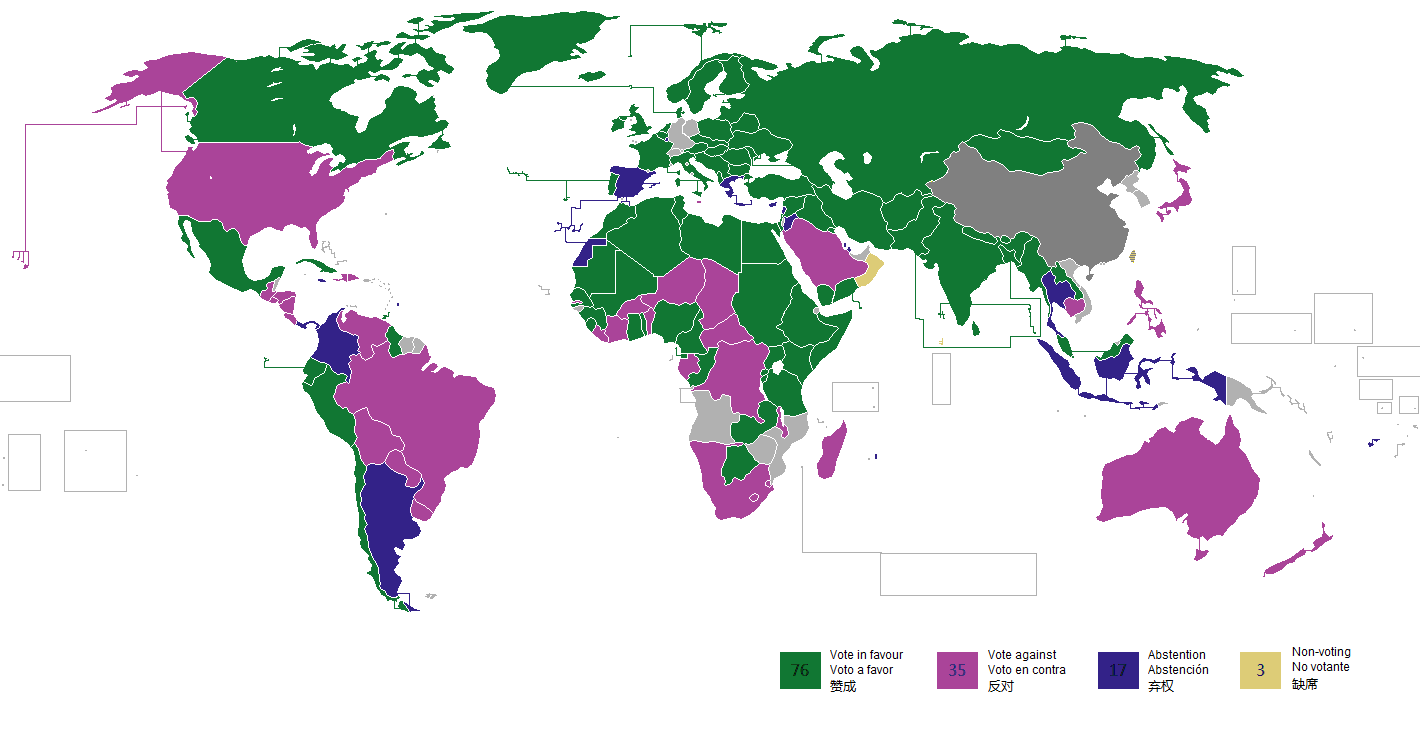
綠色國家表示在1971年的投票中反對中華民國續留聯合國，即《聯合國大會2758號決議》，其中包括智利。

1915年2月18日，中華民國與智利簽署《通商及友好條約》，並建立公使級外交關係。
1921年2月，中華民國派駐智利代办。
1924年，於首都聖地牙哥設立中華民國駐智利共和國公使館，並派駐公使。
1926年，設立智利共和國駐中華民國公使館，並派駐公使。
1946年12月3日，建立大使級外交關係，兩國公使館升格為大使館，並派駐大使。
1949年，中華民國政府遷台後，兩國繼續維持邦交。
1949年－1961年，智利未派駐大使，1961年後派駐代辦；1950年－1962年，中華民國派駐代辦，1962年後派駐大使。
1966年，智利於首都臺北復設大使館，但仍派駐代辦。
1970年12月15日，智利與中华人民共和国建交。1971年1月5日，智利公布建交消息後，中華民國與智利斷交。
1996年3月，智利眾議院對中華人民共和國在台灣海峽試射飛彈，威脅台灣即將於3月23日舉行的首次中華民國總統直接選舉一事，表達關切並通過決議案予以聲援。
2006年4月，智利眾議院通過決議案，要求智利總統推動並支持台灣以「衛生實體」觀察員身分參與世界卫生大会（WHA）。是繼2003年、2004年後，該國眾議院再度通過友台決議案。
2019年5月，87名智利眾議院議員與正、副議長連署聲明呼籲邀請台灣出席WHA。
2022年7月，智利眾議院成立友台小組。

#### 人員互訪（1991年至今）
僅列舉部分名單：
中華民國：司法院長翁岳生、監察院秘書長杜善良、中央研究院長李遠哲、政務委員林義夫、教育部長黃榮村、交通部長林陵三、財政部長林全、經濟部長何美玥、經濟部常務次長施顏祥、外交部政務次長高英茂、國際貿易局長陳瑞隆、中小企業處長賴杉桂、動植物防疫檢疫局長宋華聰、僑務委員會委員長焦仁和、張富美、吳英毅、經濟建設委員會副主任委員張景森、中華民國工業協進會理事長黃茂雄、國立台灣科學教育館長柯正峰、國立清華大學校長賀陳弘、淡江大學校長張家宜、台北市議會議長陳健治。
智利：眾議院議長阿森西歐、眾議院第二副議長西格、摩雷拉、眾議院外交委員會主席雍格、達魯、里維若斯、富恩德亞爾伯、眾議院衛生委員會主席阿格西、羅西、農業部長馬拉迪尼、農牧局長巴孟德（Francisco Bahamonde）、領務司長魏都國、對外貿易推廣司長杜阿德（Jean-Jacques Duhart）、對外貿易推廣局長白易瓦（Roberto Paiva）、全國體育暨休閒總署長黎武德（Julio Riutort）、基督教民主黨主席沙爾迪瓦、激進社會民主黨主席舒雷、聖地牙哥市長賴維尼。

### 代表機構
1975年9月30日，中華民國於智利首都聖地牙哥設立具大使館功能的駐智利遠東商務辦事處。1990年12月22日，更名為駐智利臺北商務辦事處。1992年5月12日，復更名為駐智利臺北經濟文化辦事處，於6月26日掛牌。
1988年，智利外交部國際經濟關係總司所屬的對外貿易推廣局（ProChile）在中華民國首都臺北設立類似功能的智利經濟推廣服務中心。1989年9月22日，改名為智利商務辦事處（英文：Trade office）。

## 經濟

### 貿易
2023年，智利是中華民國在拉丁美洲第3大貿易夥伴，次於墨西哥與巴西。經濟部國際貿易署在首都聖地牙哥設立駐智利代表處經濟組。
| 年分 | 貿易總額      | 貿易總額 | 貿易總額 | 出口至智利  | 出口至智利 | 出口至智利 | 自智利進口    | 自智利進口 | 自智利進口 | 順逆差 |
| 年分 | 金額          | 年增減   | 排名     | 金額        | 年增減     | 排名       | 金額          | 年增減     | 排名       | 順逆差 |
| ---- | ------------- | -------- | -------- | ----------- | ---------- | ---------- | ------------- | ---------- | ---------- | ------ |
| 2017 | 1,609,734,691 | ▲10.8%   | 33       | 241,188,696 | ▼3.4%      | 50         | 1,368,545,995 | ▲13.7%     | 29         | 逆差▲  |
| 2018 | 1,618,200,918 | ▲0.5%    | 34       | 246,497,309 | ▲2.2%      | 52         | 1,371,703,609 | ▲0.2%      | 29         | 逆差▼  |
| 2019 | 1,809,338,249 | ▲11.8%   | 30       | 212,928,952 | ▼13.6%     | 51         | 1,596,409,297 | ▲16.4%     | 26         | 逆差▲  |
| 2020 | 1,501,227,653 | ▼17.0%   | 32       | 170,731,405 | ▼19.8%     | 52         | 1,330,496,248 | ▼16.7%     | 27         | 逆差▼  |
| 2021 | 2,287,753,090 | ▲52.4%   | 32       | 254,572,923 | ▲49.1%     | 52         | 2,033,180,167 | ▲52.8%     | 27         | 逆差▲  |
| 2022 | 1,919,687,544 | ▼16.1%   | 35       | 242,218,146 | ▼4.9%      | 56         | 1,677,469,398 | ▼17.5%     | 30         | 逆差▼  |
| 2023 | 1,509,149,900 | ▼21.4%   | 40       | 173,155,936 | ▼28.5%     | 58         | 1,335,993,964 | ▼20.4%     | 31         | 逆差▼  |
| 2024 | 1,255,753,816 | ▼16.8%   | 41       | 159,917,300 | ▼7.6%      | 56         | 1,095,836,516 | ▼18.0%     | 32         | 逆差▼  |

2023年的兩國貿易項目如下：
出口至智利的前10大項目為：機動車輛所用之零件與附件；苯乙烯之聚合物；眼鏡、护目镜與類似品；非動力之兩輪與其他自行車；合成纖維絲紗梭织物；手用扳手與扳鉗、有無把手之可互換扳手套筒；塑料製供輸送或包裝貨物之製品、塑膠製瓶塞、蓋子與其他栓塞體；捲筒或平版之植物纖維羊皮紙、防油紙、描圖紙、格拉新紙與其他打光透明紙或半透明紙；空氣泵或真空泵、空氣或其他氣體压缩机與风扇；手工具、噴燈、老虎钳、夹子、砧、手提鍛爐、磨輪等。
自智利進口的前10大項目為：精炼銅與銅合金；蘇打或硫酸鹽化學木浆；銅礦石及其精砂；冷凍魚；鮮杏、樱桃、桃子、李子與黑刺李；鮮苹果、梨與榲桲；鮮或乾葡萄；未列名植物產品；鮮葡萄酒、葡萄醪；鐵屬廢料、重熔用廢鋼鐵鑄錠等。
中華民國是智利水果與食品在亞洲的重要出口市場，智利對其農產品輸銷與防檢疫等農業合作議題較為積極、交流頻繁，行政院農業委員會動植物防疫檢疫局定期應邀派員與智利農業部農牧局進行蘋果與百合種球查核以及交流合作。另由於兩國尚未簽署經貿協定，因此臺灣產品輸銷智利相較其他已簽署經貿協定國家，仍須支付6%关税，不利與其他國家競爭。

### 投資
根據中華民國經濟部投資審議司統計，截至2022年，臺商赴智利總投資金額為433萬美元，計有4件；另根據智利官方統計，總投資金額為1,410萬美元。且臺商前往智利多屬投資移民，並未循智利外人投資委員會（InvestChile）申請核准。在智利首都聖地牙哥地區臺商約140家，智利北部伊基克自由貿易區約30餘家，其餘各地約30餘家，目前已成立智利臺灣商會。
主要投資產業：百貨進口批發零售、皮件與紡織布料批發、成衣進口批發零售、資訊通訊產品進口、塑膠包材、美耐皿產品、食品加工、海空運承攬、旅遊業、餐飲業、小型超市、樱桃與柑橘果園、房地产等。友訊科技（D-Link）、微星科技（msi）、華碩（ASUS）、宏碁（acer），以及大型水果貿易商等在智利設立南美洲區域營運中心或銷售據點。ASUS進入智利3年後已在筆記型電腦的市占率與聯想（Lenovo）並列第2，僅次於惠普（HP），在電競與高性能筆電市占率則居第1。長榮海運、萬海航運亦在智利成立分公司或派員駐點。近年來由於智利市場大幅開放，以及中國大陸產品大量低價銷售，致使經營傳統進出口的臺商遭遇相當競爭。此外，在伊基克自由貿易區經營转口贸易的臺商，則面臨中國大陸業者進駐削價競爭、智利勞工法規定嚴格以及電商產業崛起等因素，獲利大不如前，經營面臨轉型壓力，多數臺商力求轉型或多元化經營，或逐漸轉往鄰近國家發展，或因年事已高而結束營業返臺退休。
根據中華民國經濟部投資審議司統計，截至2022年，智利在臺灣總投資金額為98.2萬美元。

### 會展
中華民國對外貿易發展協會（外貿協會）每年籌組貿易訪問團赴智利拓銷；駐臺的智利商務辦事處亦每年參加臺北國際食品展，設置智利館展出該國葡萄酒、海鮮、水果與其他農產品等。
1993年，中華民國工商協進會與智利全國工業總會（SOFOFA）簽署合作協議，舉行「台智民間經濟合作委員會聯席會議」。第11屆會議於2016年首度由智利組團前往臺灣舉行。至2022年已舉行第13屆。
2021年，首屆「臺智產業論壇」以視訊方式舉行，雙方工業總會並簽署合作協議。

## 僑民
截至2022年，在智利的臺僑約1,400餘人，多數定居於首都聖地牙哥及北部城市意基給（伊基克），多屬投資移民。1981年，成立「智利華僑聯誼總會」，1995年1月，以「友誼俱樂部」名稱向智利司法部登記為社團法人。其他尚有「意基給台灣會館管理委員會」等。

## 協定
| 日期           | 簽署                                                                       | 備註     |
| -------------- | -------------------------------------------------------------------------- | -------- |
| 1915年2月18日  | 《中華民國與智利通商及友好條約》                                           | [ 6 ]    |
| 1964年5月8日   | 《中華民國與智利共和國貿易協定》                                           |          |
| 1967年9月13日  | 《中華民國國際經濟合作發展委員會與智利共和國農牧輔導署農業技術合作協定》   |          |
| 1987年9月15日  | 《中華民國與智利間郵政國際快捷郵件協定》                                   |          |
| 1993年         | 《中華民國工商協進會與智利全國工業總會合作協議》                           | [ 32 ]   |
| 1998年5月26日  | 《台北證券暨期貨管理委員會與聖地雅哥證券暨保險管理委員會資訊交換瞭解備忘錄》 | [ 註 2 ] |
| 2002年4月25日  | 《台北經濟部與聖地牙哥經濟部瞭解備忘錄》                                   | [ 註 3 ] |
| 2006年4月      | 《台灣產芒果輸銷智利檢疫工作議定書》                                       | [ 註 4 ] |
| 2006年10月     | 《台灣產荔枝輸銷智利檢疫工作計畫》                                         |          |
| 2008年11月     | 《台灣產楊桃輸銷智利檢疫工作計畫》 《智利產蘋果輸銷台灣檢疫工作計畫》      |          |
| 2014年4月22日  | 《淡江大學與智利大學合作協定》                                             | [ 21 ]   |
| 2016年7月      | 《中華民國對外貿易發展協會與智利外交部對外貿易推廣局合作協議》             | [ 20 ]   |
| 2017年         | 《台智體育合作瞭解備忘錄》                                                 | [ 41 ]   |
| 2020年10月29日 | 《中華奧會與智利奧會雙邊合作協議》                                         | [ 42 ]   |
| 2021年7月30日  | 《中華民國全國工業總會與智利全國工業總會合作備忘錄》                       | [ 43 ]   |
| 2022年8月13日  | 《台北市進出口商業同業公會與智利全國水果生產商聯盟合作備忘錄》             | [ 44 ]   |

## 簽證

持中華民國護照的中華民國國民簽證要求分布圖：入境智利可以免簽證。

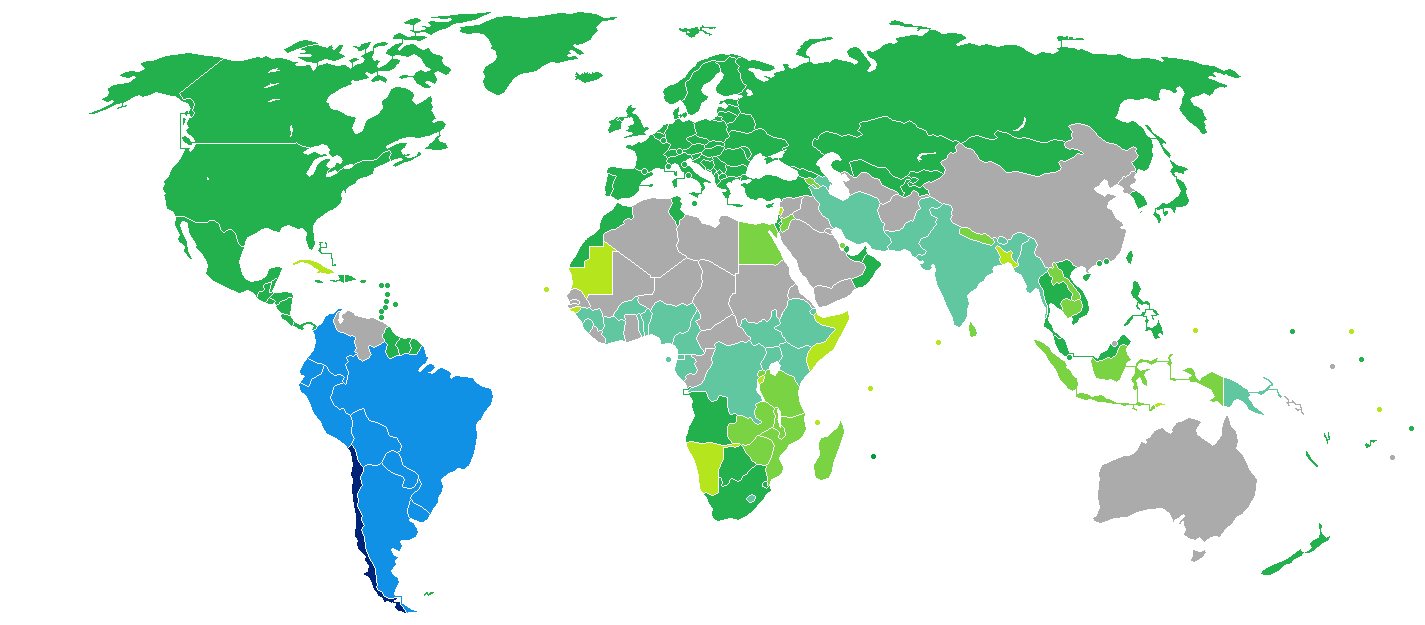
持智利護照的智利人口簽證要求分布圖：入境中華民國可以免簽證。

持有中華民國護照的中華民國國民可以免簽證的方式入境智利，停留最多90天。經智利轉機亦可免簽證。
持有智利護照的智利國民也可以免簽證的方式入境中華民國，停留最多90天。

### 事件
2016年1月1日起，互免普通護照簽證。7月1日起，互免外交及公務護照簽證。

## 交通

### 航空

#### 客運
兩國無直航班機，可經由（不計航點遠近，截至2023年7月2日）：
- 臺北→雪梨、墨爾本（2023年9月1日復航智利）、奧克蘭、倫敦、巴黎、阿姆斯特丹、紐約、洛杉磯、休士頓、多倫多，再轉機前往智利的阿圖羅·梅里諾·貝尼特斯國際機場。

### 駕車
持有中華民國國際駕駛執照可在智利駕車。

## 外部連結
| - 中華民國外交部－智利共和國簡介 （页面存档备份，存于） - 駐智利台北經濟文化辦事處（Facebook、Twitter） - 外交部領事事務局－國外旅遊警示分級表 - 中華民國衛生福利部－國際旅遊疫情建議等級 - 中華民國國際經濟合作協會 （页面存档备份，存于） | - 智利商務辦事處（Facebook、Instagram） |